# Ulda Rubiolo
Ulda Rubiolo (Agraciada, Soriano, 1932), también conocida como Perla Rubiolo, es una pintora uruguaya.

## Biografía
Hija de Juan Rubiolo y Angela Ciceri, inmigrantes italianos, fue la menor de doce hermanos. Inició sus estudios de pintura en 1958 con los maestros del taller Torres García, Alceu Ribeiro y Guillermo Fernández.
Esta reconocida paisajista uruguaya -expresa Miguel Ángel Guerra- rescata de Amézaga y Arzadún "ciertos valores de color y composición, más allá de las notorias diferencias e individualidades, que se resuelven en las veladuras que ella da a sus obras en sus giros". En su obra predominan los paisajes marítimos (arquitectónicos, escalonados, piramidales, que sugieren o hacen adentrar en atmósferas impresionistas).

### Premios
- 1.er. Premio XI Salón del Interior de San José
- 2o. Premio Salón de Artes Plásticas. Intendencia de Paysandú. 1979.
- Mención de Honor en el II Salón de Rocha. 1980.
- 1.er. Premio II Salón de Artes Plásticas y Visuales de Paysandú. 1980.
- Seleccionada en el XXVIII Salón Municipal de Montevideo. 1980.
- Mención Especial, III Salón Municipal de Artes de Rivera. 1981.
- Mención Especial, I Salón de Artes Plásticas y Visuales de la Intendencia de Paysandú. 1982.
- Seleccionada por IICA, dependiente de la FAO, para representar a Uruguay en Costa Rica en conmemoración de los 500 años del Descubrimiento de América. 1990.

### Exposiciones individuales
- 1979 - Feria Sociedad de Caballos Criollos de Paysandú.
- 1980 - Casa de la Cultura de la Intendencia de Paysandú.
- 1985 - Galería Aramayo Montevideo, Punta del Este y Buenos Aires.
- 1987 - Galería de la Ciudadela, Montevideo.
- 1988 - Galería Carlos Federico Sáez, Mercedes.
- 1989 - Galería Giancotti, Buenos Aires.
- 1989 - Galería Nuestro Taller, Asunción del Paraguay.
- 1990 - Embajada de los Estados Unidos, Montevideo.
- 1990 - Galería Belmarco, Asunción del Paraguay.
- 1991 - Galería del Consulado Argentino, Paysandú.
- 1991 - Galería Caravelle Viajes, Montevideo.
- 1991 - Galería Aramayo. Serie Polo. Carrasco Polo Club, Montevideo.
- 1991 - Museo Solari, Fray Bentos.
- 1991/92 - Feria de España. Paseo de San Fernando, Maldonado.
- 1992 - Fiesta de la Prensa. Patio de "El Telégrafo", Paysandú.
- 1992 - Edificio Libertad (casa de Gobierno), Montevideo.
- 1994 - Uruguayan América Foundation, Washington.
- 1997 - Galería del Consulado Argentino, Paysandú.
- 1998 - Museo Solari, Fray Bentos.
- 1999 - Retrospectiva Alianza Francesa, Paysandú.
- 2000 - Galería Modus Operandi, Paysandú.
- 2002 - Centro Cultural de La Paloma, Rocha.
- 2002 - Museo de Bellas Artes de la Biblioteca Popular "El Porvenir", Concepción del Uruguay, Entre Ríos, Argentina.
- 2003 - Hipódromo de Maroñas, Montevideo.
- 2006 - Galería S'Cultura, Paysandú.